# ヴァイノ・リンナ

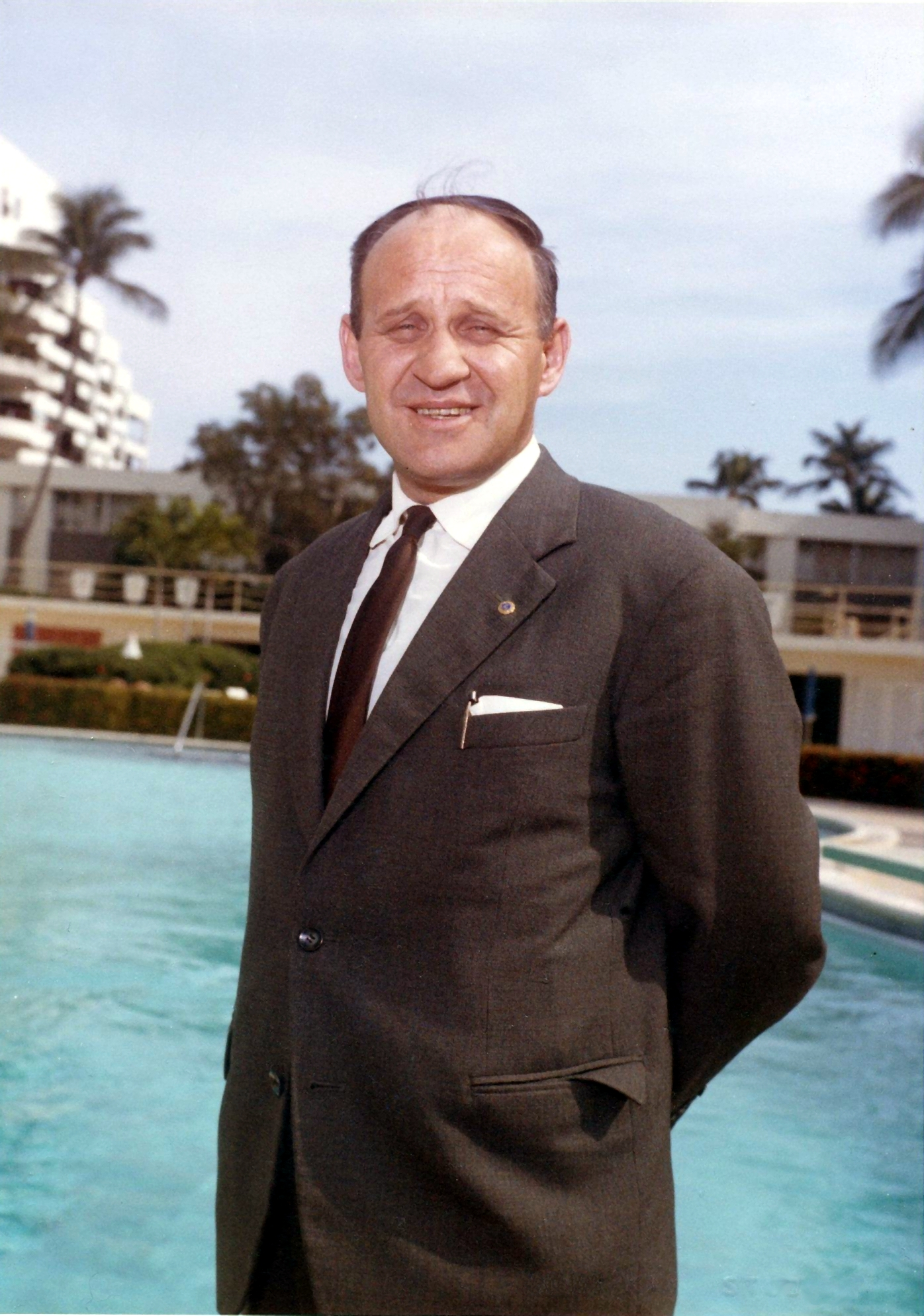
ヴァイノ・リンナ (1963)

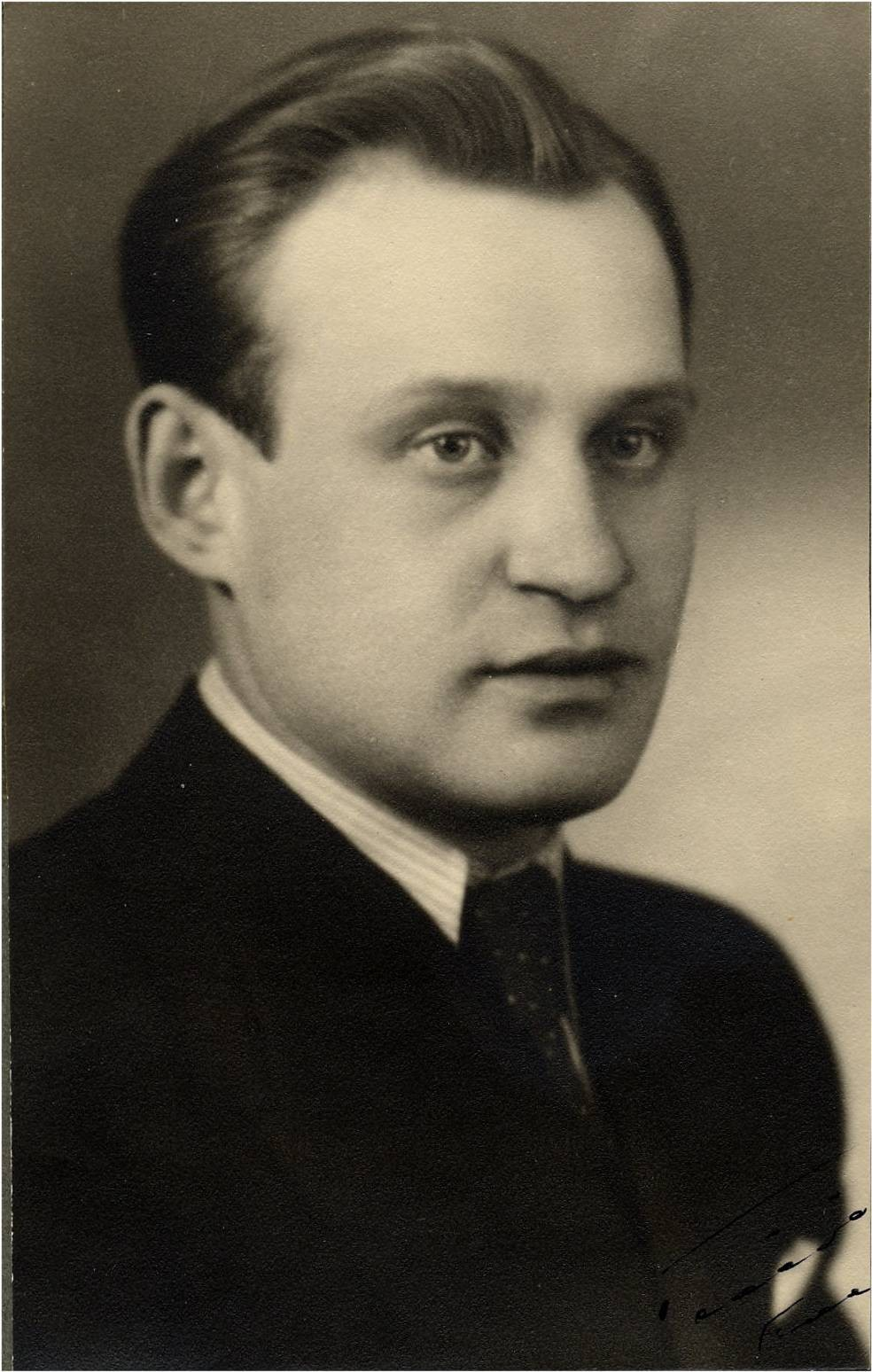
ヴァイノ・リンナ、1947年

ヴァイノ・リンナ（Väinö Valtteri Linna 発音、フェイノ・リンナとも、1920年12月20日 - 1992年4月21日）は、フィンランド、ウルヤラ出身の小説家。1954年に著された『無名戦士』（Tuntematon sotilas）はリンナの知名度を確立するものだった。代表作は1959年から1962年に著された全3部作からなる『ここ北極星の下で』（Täällä Pohjantähden alla）で、ノーベル文学賞候補作になった。また、1963年には北欧文学賞を受賞した。
リンナは小学校卒業後に農林業や工場の労働者となった後に、小説家としてデビューした。処女作は1947年に著されたヨハン・アウグスト・ストリンドベリ風の小説『目標』で、翌1948年には『黒い恋』を著した。
その後、戦争文学に転向し、ソ芬戦争を題材にした小説を著した。
タンペレ大学の名誉教授、フィンランド・アカデミー会員でもあった。
1992年4月21日、タンペレで亡くなる。

## 作品

### 小説
- 1947年、『目標』（Päämäärä）
- 1948年、『黒い恋』（Musta rakkaus）
- 1949年 - 1953年、Messias
- 1954年、『無名戦士』（fi:Tuntematon sotilas、en:The Unknown Soldier (novel)）
- 1959年、1960、1962年、『ここ北極星の下で』（fi:Täällä pohjantähden alla）

### エッセイ集
- 1967年、Oheisia
- 1990年、Murroksia
- 2007年、Esseitä、Murroksia-kokoelman laajennettu uudelleenjulkaisu

### 脚本
- 1957年、『Black Love』、実際の脚本家 ユハ・ネヴァライネン。
- 1958年、『スヴェン・トゥーヴァ』、実際の脚本家 ユハ・ネヴァライネン。
- 1968年、『Here under the North Star』、（ユハ・ネヴァライネン、マッティ・カッシラ、エドヴィン・ライネと共作）。
- 1970年、『Akseli and Elina』、（ユハ・ネヴァライネン、エドヴィン・ライネ、ユホ・ガルツ、ゲオルグ・コークマンと共作）。
- 1973年、『Pohjantähti』、（『北極星の下で』と『アクセリとエリナ』の合作）。
- 1976年、『信頼』台詞、（ミハイル・シャトロフ、ヴラドレン・ロゴノフと共作）。
- 1985年、『Unknown Soldier』、（ラウニ・モルベリ、ヴェイッコ・アールトネンと共作）。

### 映画
リンナの作品を原作として製作され、いずれも『無名戦士』を原作としている。
- 地獄の最前線（エドヴィン・ライネ監督、1955年）
- 若き兵士たち 栄光なき戦場（ラウニ・モルベルイ監督、1985年）
- アンノウン・ソルジャー 英雄なき戦場（アク・ロウヒミエス監督、2017年）